# Porophyllum linaria
La pipicha, pepicha o chepiche (Porophyllum linaria) es una planta herbácea anual perenne de la familia de las asteráceas y nativa de México, donde se usa como condimento. En algunos mercados mexicanos se vende tanto fresco como seco. También se utiliza como hierba medicinal.

## Características botánicas
Se trata de una planta herbácea a arbustiva (leñosa hacia la base), de 15 a 60 cm de alto y color verde ligeramente azulado o púrpura. Muestra una ramificación abierta desde la base; hojas muy angostas, de 1 a 4 cm de largo, opuestas en la zona inferior de la planta y alternas, sésiles y lineares en la zona superior, ápice agudo. Estas hojas poseen dos hileras de glándulas translúcidas.
La inflorescencia se encuentra en la punta del tallo y consiste en cabezuelas agrupadas sobre pedúnculos de hasta 2 cm. Se dan de 35 a 40 flores por cada cabezuela, todas tubulares y hermafroditas. Florece de agosto/septiembre a noviembre/diciembre. El fruto es un aquenio con una sola semilla de 4.5 a 5.5 mm.
Esta planta es preferentemente calcífica, típica de los pastizales y matorrales xerófilos, pinares y encinares.

## Terminología
Sus nombres científicos son Porophyllum linaria y Porophyllum tagetoides. Sus nombres comunes varían de una región a otra:
- Pipicha
- Pipiche
- Pepicha
- Pepiche
- Pápalochepicha
- Pápalopepicha
- Pipitza
- Pipizca
- Pipitzca

Estos nombres proceden del náhuatl pipitsa, 'resoplar', o pipitska, 'silvar' o 'bramar'. En el área de Chilapa (Guerrero) también se le conoce como escobeta. También se la conoce como:
- Chepite
- Chepito
- Cola de coyote
- Cola de zorra
- Escobeta
- Escobetilla
- Hierba de venado

## Usos

### Uso culinario
En la gastronomía mexicana, la pipicha se considera un quelite, es decir, una hierba silvestre comestible. Se usa para condimentar platos de carne. Su sabor es fuerte y recuerda al pápaloquelite, especie similar del mismo género; ambos se usan como aromatizantes. También se asocia su sabor al del cilantro fresco, con matices anisados y limonados.
Es un producto muy perecedero puesto que posee una vida de anaquel relativamente corta (hasta 3 días).

### Uso medicinal
En la medicina tradicional indígena de México, la pipicha se usa para tratar las infecciones bacterianas y desintoxicar el hígado.